# Lonchaea atritarsis
Lonchaea atritarsis är en tvåvingeart som beskrevs av Malloch 1923. Lonchaea atritarsis ingår i släktet Lonchaea och familjen stjärtflugor.
Artens utbredningsområde är British Columbia. Inga underarter finns listade i Catalogue of Life.